# NewDealDesign
NewDealDesign — студія дизайну в Сан-Франциско, яку очолює засновник і головний дизайнер Гаді Аміт. Студія складається з промислових, графічних і інтерактивних дизайнерів, а також інженерів-механіків, які допомагають розробляти нові технологічні продукти.

## історія
Компанія NewDealDesign була заснована у 2000 році Гаді Амітом і Крісом Ленартом. До заснування агентства Аміт був віце-президентом з дизайну Frog Design у Сан-Франциско. Він почав свою кар'єру в дизайні в Scailex, ізраїльській дизайнерській фірмі, після закінчення Академії мистецтв і дизайну Бецалель в Єрусалимі.

## Дизайн і зростання
Багато проєктів NewDealDesign — це споживча електроніка та носимі технології для компаній, зокрема Fitbit, Google, Intel, Dell, Lytro, Whistle і Sproutling.
Випуск PalmOne Zire 21 у 2003 році, одного з КПК, який став одним із найуспішніших продуктів початку 2000-х, забезпечив проривний успіх для NewDealDesign. Дизайн пристрою отримав визнання від Bloomberg Businessweek за те, що розширив його привабливість за межі технічних та корпоративних спільнот, залучивши ширший споживчий ринок, зокрема жінок та нових користувачів. У 2004 році NewDealDesign розробила Netgear Platinum II.